# Pink Friday: Roman Reloaded
Pour la chanson, voir Roman Reloaded (chanson).
Albums de Nicki Minaj
Pink Friday
(2010) The Pinkprint
(2014)
Singles
1. Starships
Sortie : 14 février 2012
2. Right by My Side
Sortie : 27 mars 2012
3. Beez in the Trap
Sortie : 24 avril 2012
4. Pound the Alarm
Sortie : 2 juillet 2012
5. The Boys (The Re-Up)
Sortie : 13 septembre 2012
6. Va Va Voom (The Re-Up)
Sortie : 8 octobre 2012
7. Freedom (The Re-Up)
Sortie : 4 novembre 2012
8. High School (The Re-Up)
Sortie : 13 mars 2013

Pink Friday: Roman Reloaded est le deuxième album studio de Nicki Minaj. L'album se concentre sur le retour de Roman Zolanski. (L'un des alter ego de Nicki Minaj qui a d'abord été introduit sur son précédent opus Pink Friday avec Roman's Revenge en featuring avec Eminem.) Mais à la suite du succès de Turn Me On en featuring avec David Guetta, Nicki décida de prendre un virage un peu plus Pop/Dance pour certains des titres présent sur l'album. La sortie était programmée pour le 14 février 2012, le jour de la Saint-Valentin, puis reportée au 3 avril 2012. Un premier teaser de l'album, Roman in Moscow, a été dévoilé sur iTunes et à la radio le 2 décembre 2011, et a reçu des critiques globalement positives, mais ne sera malheureusement pas sur l'album. Suivirent Stupid Hoe, dont le clip est apparu le 20 janvier 2012, et Roman Holiday, qui fut performé aux Grammy Awards le 12 février. Le premier vrai single de l'album sort le 14 février et s'intitule Starships, il dispose d'une vidéo tournée à l'île d'Oahu dans l'archipel d'Hawaï entre le 13 mars et le 15 mars 2012 & dirigée par Anthony Mandler. Les singles, Right By My Side (en featuring avec Chris Brown), Beez in the Trap (en featuring avec 2 Chainz) & Pound the Alarm disposent aussi d'une vidéo, Ainsi que le single promotionnel I Am Your Leader (en featuring avec Cam'ron & Rick Ross). Le titre Masquerade présent sur l'album, est utilisé pour la publicité Adidas (Saison 2012-'13). Par ailleurs, une réédition de l'album qui comportera un EP de 8 chansons. (dont Va Va Voom, déjà présent sur la première édition en tant que Bonus) Pink Friday: Roman Reloaded - The Re-Up, dont sont issus les singles The Boys en featuring avec Cassie et Freedom, est prévue pour le 19 novembre 2012.
Le co-PDG de Cash Money, Brian « Birdman » Williams a annoncé au Billboard que Nicki Minaj visait une sortie durant le premier trimestre de 2012. Nicki a ensuite annoncé officiellement la sortie de l'album le 23 novembre 2011, un an après la sortie de Pink Friday en postant sur Twitter « Le seul bon moyen d'annoncer ça, est le jour d'anniversaire de Pink Friday barbz??? PINK FRIDAY : ROMAN RELOADED sortira le jour de la Saint Valentin 2012. Il est de retour.. » Alors que dans les coulisses du Femme Fatale Tour de Britney Spears, Minaj a dit qu'elle n'avait pas d'idées de duo pour son second album, même si des rumeurs parlent de duo avec ses mentors Lil Wayne et Britney Spears.
Nicki Minaj a déclaré après une tournée avec Britney Spears et Lil Wayne, qu'« elle avait hâte de rentrer en studio, de laisser Roman se libérer ».
Les visuels de l'album sont dévoilés en mars 2012 ainsi que la liste des titres.
Pour l'enregistrement de son album et de sa réédition, Nicki travailla avec de nombreux artistes tels que Cam’ron, Rick Ross, 2 Chainz, Lil Wayne, Nas, Drake, Young Jeezy, Chris Brown, Cassie, Ciara, Bobby V, Tyga et Beenie Man, entre autres. Mais également avec beaucoup de producteurs: Alex da Kid, Alex P, Andrew « Pop » Wansel, Benny Blanco, Blackout, Carl Falk, Cirkut, DJ Diamond Kuts, Dreamlab, David Guetta, Dr. Luke, Flip, Hitboy, Jimmy Joker, J.R. Rotem, Kane Beatz, Kenoe, KoOol Kojak, M.E. Productions, Oak, Pink Friday Productions, Rami Yacoub, RedOne, Rico Beats, Ryan & Smitty, Nikhil S., T-Minus. Par ailleurs, la chanson Turn Me On enregistrée avec l'aide de David Guetta pour Nothing but the Beat fut un tel succès qu'elle sera ajoutée sur l'édition Deluxe de l'album Pink Friday: Roman Reloaded quelques semaines plus tard.

## Promotion
Pour la promotion de son album, Nicki Minaj enchaîne les singles & singles promotionnels, et lance une tournée The Pink Friday Tour (sous Live Nation) de mai à août 2012, pour un total de 41 concerts à travers l'Europe, l'Asie, l'Australie & l'Amérique du Nord. Le 21 octobre, à la suite d'une forte demande de la part des fans, une seconde tournée Pink Friday: Roman Reloaded Tour est lancée.

### Singles
- 2012 : Beez in the Trap (Feat. 2 Chainz)
- 2012 : Starships
- 2012 : Right By My Side (Feat. Chris Brown)
- 2012 : Pound the Alarm
- 2012 : The Boys (Feat. Cassie) (sur la réédition Pink Friday: Roman Reloaded - The Re-Up)
- 2012 : Va Va Voom (sur la réédition Pink Friday: Roman Reloaded - The Re-Up)
- 2012 : Freedom (sur la réédition Pink Friday: Roman Reloaded - The Re-Up)
- 2013 : High School (Feat. Lil Wayne) (sur la réédition Pink Friday: Roman Reloaded - The Re-Up)

## Liste des titres

### Pink Friday: Roman Reloaded
| No  | Titre                                         | Auteur                                                                      | Réalisateur(s) artistique                 | Durée      |
| --- | --------------------------------------------- | --------------------------------------------------------------------------- | ----------------------------------------- | ---------- |
| 1.  | Roman Holiday                                 | Onika Tanya Maraj, Safaree Samuels                                          | Blackout, Pink Friday Productions         | 4 min 05 s |
| 2.  | Come on a Cone                                | Onika Tanya Maraj, Chauncey Hollis                                          | Hit-Boy                                   | 3 min 05 s |
| 3.  | I Am Your Leader (feat. Cam’ron & Rick Ross)  | Onika Tanya Maraj, Hollis, William Roberts II, Cameron Giles                | Hit-Boy                                   | 3 min 33 s |
| 4.  | Beez in the Trap (feat. 2 Chainz)             | Onika Tanya Maraj, M. Jordan, Tauheed Epps                                  | Kenoe                                     | 4 min 28 s |
| 5.  | HOV Lane                                      | Onika Tanya Maraj, Safaree Samuels                                          | Ryan & Smitty                             | 3 min 13 s |
| 6.  | Roman Reloaded (feat. Lil Wayne)              | Onika Tanya Maraj, Safaree Samuels, Dwayne Carter                           | Rico Beats, Pink Friday Productions       | 3 min 15 s |
| 7.  | Champion (feat. Nas, Drake, & Young Jeezy)    | Onika Tanya Maraj, Safaree Samuels, Aubrey Graham, Jay Jenkins, Nasir Jones | T-Minus, Seethram                         | 4 min 56 s |
| 8.  | Right by My Side (feat. Chris Brown)          | Onika Tanya Maraj, Ester Dean                                               | Andrew "Pop" Wansel, Oak, Flip*, JProof   | 4 min 25 s |
| 9.  | Sex in the Lounge (feat. Lil Wayne & Bobby V) | Onika Tanya Maraj, Ernest Wilson, Dwayne Carter, Safaree Samuels            | M.E. Productions, Pink Friday Productions | 3 min 27 s |
| 10. | Starships                                     | Onika Tanya Maraj, Carl Falk, Rami Yacoub                                   | RedOne, Falk, Rami                        | 3 min 30 s |
| 11. | Pound the Alarm                               | Onika Tanya Maraj, Carl Falk, Rami Yacoub                                   | RedOne, Falk, Rami                        | 3 min 25 s |
| 12. | Whip It                                       | Onika Tanya Maraj, Khayat, Alex Papaconstantinou                            | RedOne, Alex P                            | 3 min 15 s |
| 13. | Automatic                                     | Onika Tanya Maraj, Khayat, Jimmy Thornfeldt                                 | RedOne, Jimmy Joker                       | 3 min 18 s |
| 14. | Beautiful Sinner                              | Onika Tanya Maraj, Alexander Grant, Ester Dean                              | Alex Da Kid                               | 3 min 47 s |
| 15. | Marilyn Monroe                                | Onika Tanya Maraj, Daniel James, Leah Haywood, Jonathan Rotem               | J. R. Rotem, Dreamlab                     | 3 min 16 s |
| 16. | Young Forever                                 | Onika Tanya Maraj, Lukasz Gottwald, Kelly Sheehan, Henry Walter             | Dr. Luke, Cirkut                          | 3 min 06 s |
| 17. | Fire Burns                                    | Onika Tanya Maraj, Wansel, Felder                                           | Wansel, Oak                               | 2 min 59 s |
| 18. | Gun Shot (feat. Beenie Man)                   | Onika Tanya Maraj, Daniel Johnson, M. Davis, C. Grossett                    | Kane Beatz                                | 4 min 39 s |
| 19. | Stupid Hoe                                    | Onika Tanya Maraj, Safaree Samuels                                          | DJ Diamond Kuts, Pink Friday Productions  | 3 min 16 s |

| 20. | Turn Me On ((feat. David Guetta)) | Onika Tanya Maraj, David Guetta, Ester Dean                     | Guetta, Tuinfort, Black Raw  | 3 min 19 s |
| 21. | Va Va Voom                        | Onika Tanya Maraj, Gottwald, Allan Grigg, Max Martin, Walter    | Kool Kojak, Cirkut, Dr. Luke | 3 min 03 s |
| 22. | Masquerade                        | Onika Tanya Maraj, Gottwald, Benjamin Levin, Max Martin, Walter | Dr. Luke                     | 3 min 48 s |

### Réédition: The Re-Up
Disque 1
| No | Titre                                          | Auteur                                                                    | Réalisateur(s) artistique     | Durée      |
| -- | ---------------------------------------------- | ------------------------------------------------------------------------- | ----------------------------- | ---------- |
| 1. | Up in Flames                                   | Onika Tanya Maraj, Stephen Kozmeniuk, Matthew Samuels, Zale Epstein       | Boi-1da, Stephen Kozmeniuk    | 5 min 05 s |
| 2. | Freedom                                        | Onika Tanya Maraj, Safaree Samuels                                        | Boi-1da, Matthew Burnett      | 4 min 47 s |
| 3. | Hell Yeah (feat. Parker)                       | Onika Tanya Maraj, Parker Ighile                                          | Parker                        | 4 min 11 s |
| 4. | High School (feat. Lil Wayne)                  | Onika Tanya Maraj, Dwayne Carter, Tyler Williams                          | Boi-1da, T-Minus              | 3 min 38 s |
| 5. | I'm Legit (feat. Ciara)                        | Onika Tanya Maraj, Ester Dean                                             | Mel & Mus                     | 3 min 18 s |
| 6. | I Endorse These Strippers (feat. Tyga & Brinx) | Onika Tanya Maraj, Michael Stevenson, Jawara Headley, Michael Foster      | Juicy J, Crazy Mike           | 4 min 22 s |
| 7. | The Boys (feat. Cassie)                        | Onika Tanya Maraj, Jonas Jeberg, Jean Baptiste, Ajulie Persaud            | Jonas Jeberg, Jean Baptiste   | 4 min 08 s |
| 8. | Va Va Voom                                     | Onika Tanya Maraj, Lukasz Gottwald, Allan Grigg, Max Martin, Henry Walter | KoOol Kojak, Cirkut, Dr. Luke | 3 min 03 s |

| 1.  | Roman Holiday                                 | Onika Tanya Maraj, Safaree Samuels                                               | Blackout, Pink Friday Productions         | 4 min 05 s |
| 2.  | Come on a Cone                                | Onika Tanya Maraj, Chauncey Hollis                                               | Hit-Boy                                   | 3 min 05 s |
| 3.  | I Am Your Leader (feat. Cam’ron & Rick Ross)  | Onika Tanya Maraj, Hollis, William Roberts II, Cameron Giles                     | Hit-Boy                                   | 3 min 33 s |
| 4.  | Beez in the Trap (feat. 2 Chainz)             | Onika Tanya Maraj, M. Jordan, Tauheed Epps                                       | Kenoe                                     | 4 min 28 s |
| 5.  | HOV Lane                                      | Onika Tanya Maraj, Safaree Samuels                                               | Ryan & Smitty                             | 3 min 13 s |
| 6.  | Roman Reloaded (feat. Lil Wayne)              | Maraj, Samuels, Dwayne Carter, Ricardo Lamarre                                   | Rico Beats, Pink Friday Productions       | 3 min 15 s |
| 7.  | Champion (feat. Nas, Drake, & Young Jeezy)    | Maraj, Tyler Williams, Nikhil Seetharam, Aubrey Graham, Jay Jenkins, Nasir Jones | T-Minus,Seethram                          | 4 min 56 s |
| 8.  | Right by My Side (feat. Chris Brown)          | Maraj, Andrew Wansel, Warren Felder, Ester Dean, Jameel Roberts, Ronny Colson    | Andrew "Pop" Wansel, Oak, Flip*, JProof   | 4 min 25 s |
| 9.  | Sex in the Lounge (feat. Lil Wayne & Bobby V) | Maraj, Ernest Wilson, Matthew Hall, Carter, Ness Wilson, Samuels                 | M.E. Productions, Pink Friday Productions | 3 min 27 s |
| 10. | Starships                                     | Maraj, Carl Falk, Rami Yacoub, Wayne Hector                                      | RedOne, Falk, Rami                        | 3 min 30 s |
| 11. | Pound the Alarm                               | Maraj, Khayat, Falk, Yacoub, Bilal Hajji, Achraf Jannusi                         | RedOne,Falk, Rami                         | 3 min 25 s |
| 12. | Whip It                                       | Maraj, Khayat, Alex Papaconstantinou, Björn Djupström, Hajji, Hector             | RedOne,Alex P                             | 3 min 15 s |
| 13. | Automatic                                     | Maraj, Khayat, Jimmy Thornfeldt, Geraldo Sandell                                 | RedOne,Jimmy Joker                        | 3 min 18 s |
| 14. | Beautiful Sinner                              | Maraj, Alexander Grant, Ester Dean                                               | Alex Da Kid                               | 3 min 47 s |
| 15. | Marilyn Monroe                                | Maraj, Daniel James, Leah Haywood, Ross Golan, Jonathan Rotem                    | J. R. Rotem, Dreamlab                     | 3 min 16 s |
| 16. | Young Forever                                 | Maraj, Lukasz Gottwald, Kelly Sheehan, Henry Walter                              | Dr. Luke, Cirkut                          | 3 min 06 s |
| 17. | Fire Burns                                    | Maraj, Wansel, Felder                                                            | Wansel, Oak                               | 2 min 59 s |
| 18. | Gun Shot (feat. Beenie Man)                   | Maraj, Daniel Johnson, Moses Davis, Christian Grossett                           | Kane Beatz                                | 4 min 39 s |
| 19. | Stupid Hoe                                    | Maraj, Tina Dunham, Samuels                                                      | DJ Diamond Kuts, Pink Friday Productions  | 3 min 16 s |

### Classement
| Pays                              | Meilleure position |
| --------------------------------- | ------------------ |
| Australie                         | 5                  |
| Australie (album urban)           | 2                  |
| Autriche                          | 49                 |
| Belgique (Nl)                     | 23                 |
| Belgique (Fr)                     | 35                 |
| Canada                            | 1                  |
| Danemark                          | 25                 |
| Pays-Bas                          | 24                 |
| Finlande                          | 48                 |
| France                            | 20                 |
| Irlande                           | 2                  |
| Nouvelle-Zélande                  | 3                  |
| Norvège                           | 9                  |
| Suède                             | 37                 |
| Suisse                            | 24                 |
| Royaume-Uni                       | 1                  |
| Royaume-Uni (album rnb)           | 1                  |
| États-Unis Billboard 200          | 1                  |
| États-Unis Top Rap Albums         | 1                  |
| États-Unis Top R&B/Hip-Hop Albums | 1                  |

 (février 2013).
Si vous disposez d'ouvrages ou d'articles de référence ou si vous connaissez des sites web de qualité traitant du thème abordé ici, merci de compléter l'article en donnant les références utiles à sa vérifiabilité et en les liant à la section « Notes et références ».
| Pays             | Exemplaires vendus          |
| ---------------- | --------------------------- |
| Australie        | 60 000 (or+)                |
| Autriche         | 5 000                       |
| Belgique         | 7 000                       |
| Canada           | 250 000 (platine)           |
| Scandinavie      | 75 000                      |
| Pays-Bas         | 10 000                      |
| France           | 60 000 (or+)                |
| Irlande          | 20 000 (platine+)           |
| Nouvelle-Zélande | 30 000 (platine+)           |
| Pologne          | 15 000 (or+)                |
| Suisse           | 15 000                      |
| Royaume-Uni      | 450 000 (or+)               |
| États-Unis       | 2 300 000 (double platine+) |
| Indonésie        | 40 000                      |
| Philippines      | 60 000 (platine)            |
| Japon            | 50 000                      |
| Inde             | 60 000                      |
| TOTAL            | 3 600 000                   |